# Oczekiwane zróżnicowanie partii
Oczekiwane zróżnicowanie partii – zdefiniowana przez Anthony’ego Downsa, twórcę ekonomicznej teorii demokracji, różnica oczekiwanej użyteczności wyborcy przy wyborze między dwiema partiami: rządzącą a opozycyjną. Wyraża się wzorem:
{\displaystyle J=E(U_{t+1}^{A})-E(U_{t+1}^{B}),}
gdzie:
| {\displaystyle J}           | – | oczekiwane zróżnicowanie partii, |
| {\displaystyle U_{t+1}^{A}} | – | użyteczność, jaką uzyskałby wyborca, gdyby rządząca obecnie partia realizowała taką samą politykę jak obecnie (w czasie {\displaystyle t}) również w czasie {\displaystyle t+1,}                        |
| {\displaystyle U_{t+1}^{B}} | – | użyteczność, jaką uzyskałby wyborca, gdyby partia będąca obecnie w opozycji realizowała w czasie {\displaystyle t+1} politykę zgodną ze swoim obecnym programem (realizowała swoje obietnice wyborcze), |
| {\displaystyle E(x)}        | – | wartość oczekiwana {\displaystyle x.} |
Ponieważ we wzorze na oczekiwane zróżnicowanie partii występują wartości oczekiwane, należy je rozumieć jako oczekiwanie wyborcy co do działalności partii po wyborach. Jeśli oczekiwane zróżnicowanie partii jest dodatnie, wyborca powinien głosować na partię obecnie rządzącą, jeżeli ujemne – na partię opozycyjną.